# José Montilla
José Montilla Aguilera (Iznájar, 15 gennaio 1955) è un politico spagnolo.

## Biografia
Nato a Iznájar, nella provincia di Cordova, nel 1971 si trasferì in Catalogna. Membro del PSC, di cui è stato segretario dal 2000 al 2011. Tra il 2004 e il 2006 è stato Ministro dell'Industria, Commercio e Turismo nel governo Zapatero. Successivamente, tra il 2006 e il 2010, è stato presidente della Generalitat de Catalunya.